# 苏菲安·阿姆拉巴特
苏菲安·阿姆拉巴特（阿拉伯語：سفيان أمرابط；1996年8月21日—）是摩洛哥足球運動員，現效力於土超球隊費倫巴治。

## 個人生活
苏菲安·阿姆拉巴特的哥哥是努尔丁·阿姆拉巴特，為前摩洛哥國家足球隊成員。

## 榮譽

### 球會
飛燕諾
- 荷蘭盃冠軍 : 2017–18[4]
- 告魯夫盾冠軍 : 2017[5]，2018[6]

布魯日
- 比甲冠軍 : 2019–20[7]

費倫天拿
- 意大利盃亞軍 : 2022–23[8]
- 歐協聯亞軍 : 2022–23

曼聯
- 英格蘭足總盃冠軍 : 2023–24[9]

### 國家隊
摩洛哥國家足球隊
- 世界盃殿軍 : 2022

## 外部連結
- Profile （页面存档备份，存于） at the ACF Fiorentina website （義大利語）
- 苏菲安·阿姆拉巴特 – FIFA國際賽競賽紀錄 (存檔)
- 足球数据库：苏菲安·阿姆拉巴特的球员统计数据
- Soccerway資料庫：苏菲安·阿姆拉巴特